# Serra de la Bassa
La Serra de la Bassa és una serra situada al municipi de Foradada a la comarca de la Noguera, amb una elevació màxima de 436 metres.